# 聶定中
聶定中（?—?），四川重庆人，清朝政治人物。
光绪25年（1899年），擔任清朝遵义府婺川縣知縣。后由楊宗瀛接任。